# Al-Halibijja
Al-Halibijja (arab. الحليبية) – wieś w Syrii, w muhafazie Hama. W 2004 roku liczyła 686 mieszkańców.